# Dubrava (Dečani)
Pour les articles homonymes, voir Dubrava.
Dubravë en albanais et Dubrava en serbe latin (en serbe cyrillique : Дубрава) est une localité du Kosovo située dans la commune/municipalité de Deçan/Dečani, district de Gjakovë/Đakovica (Kosovo) ou de Pejë/Peć (Serbie). Selon le recensement kosovar de 2011, elle compte 278 habitants, tous albanais.

## Démographie

### Évolution historique de la population dans la localité
| 1948 | 1953 | 1961 | 1971 | 1981 | 1991 | 2011 |
| ---- | ---- | ---- | ---- | ---- | ---- | ---- |
| 172  | 190  | 194  | 245  | 284  | 383  | 278  |

|  |